# Hrvatski socijalni tjedan
Hrvatski socijalni tjedan, katolički znanstveni skup otvoren javnosti na kojem se promiče i predstavlja socijalni nauk Katoličke Crkve.
Pokrenula ga je Katolička Crkva u Hrvatskoj 1930-ih godina, uključivši se u svjetske tijekove. Tradicija socijalnih tjedana počela je u Francuskoj. U Hrvatskoj su od 1932. do 1940. održala četiri Tjedna. Nakon prvoga 1932., sve do 1937. nije se održao nijedan Hrvatski socijalni tjedan, premda je Katolička akcija, zaključkom od 12. prosinca 1935., naložila novoj Nadbiskupskoj centrali Katoličke akcije što prije ostvariti taj sastanak. 25. rujna 1937. osnovan je širi odbor socijalnog tjedna i dva dana potom širi odbor je obavijestio
Predsjedništvo biskupskih konferencija u Zagrebu i Nadbiskupsku centralu Katoličke akcije da je imenovao uži poslovni odbor za organiziranje Drugog socijalnog tjedna s predsjedništvom.:171. 171 Drugo zasjedanje Socijalnog tjedna održano je 25. do 31. listopada 1937. u Hrvatskoj sabornici u Zagrebu.:172. Treće zasjedanje Hrvatskog socijalnog tjedna započelo je 23. listopada 1938. u Hrvatskoj sabornici pod pokroviteljstvom nadbiskupa Alojzija Stepinca, a bilo je posvećeno proučavanju društvenog poretka i društvenih pokreta. Socijalni tjedan bio je izrazito neprijateljski usmjeren prema kapitalizmu, ali i prema komunizmu i nije bio izričito sklon fašizm.:173. Četvrti je održan listopada 1940. godine. Nakon toga uslijedila je zbog Drugoga svjetskog rata i zatim zbog komunističke vladavine velika stanka. Tek nakon 71 godine održan je 5. Hrvatski socijalni tjedan. Održan je nakon što je HBK pokrenula na svome zasjedanju u Lovranu 2010. godine nastavak održavanja socijalnih tjedana. 5. Hrvatski socijalni tjedan održao se je od 21. do 23. listopada 2011. godine u prostorijama HBK u Zagrebu i bio je posvećen kulturi rada u Hrvatskoj.
- 1. Hrvatski socijalni tjedan, 1932.: Tema je bila Načela društvene obnove.[4][5]
- 2. Hrvatski socijalni tjedan, 25. – 31. listopada 1937., Zagreb:[2] Tema je bila Obitelj u današnjem društvu.[5]
- 3. Hrvatski socijalni tjedan: 23. – 29. listopada 1938., Zagreb:[2] Tema je bila Društveni poredak i društveni pokreti.[5]
- 4. Hrvatski socijalni tjedan, 3. – 10. listopad 1940., Zagreb:[2][6] Tema je bila Briga za buduća pokoljenja Hrvatske.[3][5]
- 5. Hrvatski socijalni tjedan, 2011., Zagreb: Tema je bila Kultura rada u Hrvatskoj. Obrađena na trima tematskim cjelinama u plenarnim predavanjima (Rad u Hrvatskoj, Obitelj i rad te Perspektive: rad, poduzetništvo i socijalna sigurnost) i u deset istodobnih foruma (Duhovnost rada, Poduzetništvo i društvene vrijednosti, Perspektive rada u budućnosti, Nezaposlenost i politika zapošljavanja, Radnička prava, Odgoj i obrazovanje, Socijalni pastoral, Rad u poljoprivredi, Obitelj, zdravlje i rad te Volonterstvo). Trećeg dana održavanja Tjedna donesena je Deklaracija V. Hrvatskoga socijalnog tjedna. Nešto poslije izašla je monografija o ovom tjednu u kojoj su pozdravne riječi, uvodno predavanje, plenarna izlaganja, izlaganja sa svih foruma, Deklaracija i popis sudionika. Suizdavači su Centar za promicanje socijalnog nauka Crkve i Kršćanska sadašnjost.[1]